# 기연출사
《기연출사》(奇緣出師, 중국어: 奇緣)는 1986년 홍콩의 액션 판타지 로맨스 영화이다. 주윤발, 주보의, 남결영이 출연했고 정소동이 감독을 맡았다.

## 줄거리
히말라야산맥의 깊은 곳에 신이 내린 계승자를 족장으로 모시는 부족이 있었다. 원래의 족장이 악의 전령사에게 살해되자, 족장의 노예 쉬나는 족장의 유언을 따라 동쪽에서 온다는 후계자를 찾아 나선다.
그리고 여자친구 아이다와 함께 네팔로 여행온 화가 조가 쉬나와 마주친다. 코끼리 트레킹을 하던 중 쉬나를 본 후 갑자기 날뛰는 코끼리에서 떨어져, 조는 다리를 다친다. 홍콩으로 되돌아와 병원에 갔지만, 불치의 판정을 받고 조는 체념한다. 그 무렵 쉬나가 홍콩으로 오고, 밤중에 조의 병실에 나타난 쉬나는 신묘한 능력으로 조의 다리를 말끔하게 고쳐준다.
그 후로 조는 쉬나에게 이끌려 다시 병원으로 찾아가고, 자신에게도 쉬나와 같은 초능력이 생겼음을 알게 된다. 쉬나는 조의 집으로 찾아와 지내기 시작하며, 조가 선택받은 후계자이며 히말라야로 가서 부족을 이끌어야 한다고 말한다. 말은 안 통하지만 둘은 곧 연정을 불태우는 사이가 된다. 하지만 조는 이런 사실을 여자친구인 아이다에게 털어놓지 못하고, 결국 아이다가 두 사람을 목격함으로써 관계가 틀어지고 만다.
악의 전령사가 쉬나와 조를 쫓아 홍콩에 도착한다. 조는 사원에서 단검을 손에 넣어 악의 전령사와 싸우는 자신을 본다. 조가 아이다와 화해하기 위해 퇴근길에 차를 태워줄 때, 갑자기 차가 공동묘지로 향하더니 악의 전령사가 나타난다. 전령사는 시체들을 부활시켜 일행을 습격하는데, 쉬나가 자신을 희생하여 그들을 구한다. 쉬나의 죽음을 확인한 조는 결연하게 전령사와 맞선다. 마천루를 오가는 결전에 뒤이어 조가 전령사에게 단검을 박아 넣어 싸움은 끝이 난다. 그후 조와 아이다는 사원으로 가서 쉬나를 애도하고, 신자들이 그들에게 경배한다.

## 출연진
- 주윤발 - 조
- 주보의 - 쉬나
- 남결영 - 아이다
- 적위 - 악의 전령사
- 오항생
- 등태화